# Atroxima zenkeri
Atroxima zenkeri es una especie de Magnoliopsida del género Atroxima, de la familia Polygalaceae, del orden Fabales.

## Taxonomía
Fue descrita científicamente por (Gürke ex Stapf) Stapf. Fue publicado por primera vez en Stapf. (1905). In: J. Linn. Soc., Bot. 37: 86.